# 台中市公車黃2路
台中市公車黃2路目前由計程車業者提供服務，採預約制，行駛自東勢到民安，此路線大部份行駛於東勢區東蘭路、石城街。

## 歷史
- 2012年7月1日：移撥為臺中市公車262，原為公路客運6546〈東勢－埤頭里〉。
- 2015年10月19日：由埤頭里端延駛至豐原區豐勢路的「民安」站，其路線名稱不變。
- 2017年8月1日：改由計程車業者提供服務，並改號為黃2路及採前一天預約路線班次。[1]

## 路線基本資料
全程行車里數約待查，全程行駛時間約20分鐘。往民安共24站，往東勢共24站。
自東勢起經東勢區豐勢路、東蘭路、石城街、豐原區萬順一街、豐勢路到民安。

### 時刻表
每日行駛
- 東勢站（豐勢路）發車時間為8時55分、11時00分、16時15分。
- 民安站發車時間為9時25分、11時30分、16時45分。

### 收費
目前暫不收費

### 停站
參見右側站牌路線圖。